# Plectrocnemia okiensis
Plectrocnemia okiensis là một loài Trichoptera trong họ Polycentropodidae. Chúng phân bố ở miền Cổ bắc.